# Maison de Matthias Corvin
Pour les articles homonymes, voir Corvin.
La maison de Matthias Corvin (Matyás király szülőháza en hongrois, Casa Matei Corvin en roumain) est l'un des plus anciens édifices civils de Cluj-Napoca (Kolozsvár) en Transylvanie. Petite auberge construite au XVe siècle, elle a fait office durant l'histoire de prison, d'hôpital et de musée. Elle abrite aujourd'hui une université d'arts.

## Histoire
Bâti au début du XVe siècle, l'édifice se situe à l'intérieur de la première enceinte de la ville. Le 23 février 1440, Matthias Corvin (Hunyadi Mátyás en hongrois, Matei Corvin en roumain), fils de Jean Hunyadi, est né dans cette maison. Dix-huit ans plus tard, Matthias Corvin devient roi de Hongrie (1458-1490). Il est à ce jour considéré comme l'un des plus grands monarques hongrois. En 1887, l'empereur François-Joseph Ier d'Autriche a visité la ville et a rendu hommage à cette occasion au roi en posant une plaque commémorative sur la façade du bâtiment.
Aujourd'hui, on trouve deux plaques sur la façade : l'une en hongrois, l'autre en roumain et en anglais. Sur cette dernière, il est mentionné "Românul Matei Corvin" (Le Roumain Matei Corvin) ce qui n'est pas juste historiquement. En effet, Matthias Corvin étant né à Kolozsvár alors dans le Royaume de Hongrie, cet attribut est caduc. En outre, sa mère, Erzsébet Szilágyi était hongroise. Le débat et les incertitudes portent sur son père. La majorité des sources indiquent que Jean Hunyadi, militaire hongrois, est issu d'une famille noble de Valachie, donc d'origine roumaine. D'autres sources estiment que Jean Hunyadi est d'origine coumane. Dans tous les cas, Matthias Corvin ne peut pas être qualifié de roumain.
Au début, le bâtiment a servi en tant qu'auberge. En 1740 la ville a acheté la maison afin d'en faire une prison et, un peu plus tard, un hôpital. 
Entre 1902 et 1935, la Maison de Matthias Corvin a abrité un musée (Muzeul Societății Carpatine Ardelene) consacré à la Transylvanie et particulièrement à la région de Cluj. Ce monument historique de grande valeur a été restauré en 1944 par l'architecte hongrois Károly Kós.
Après la Seconde Guerre mondiale, l'édifice a abrité pendant une courte période un collège, pour devenir le siège de l'Université d'art et d'esthétique.

## Architecture
Initialement bâtie en style gothique, la maison a souffert des nombreuses modifications au cours des siècles. Ainsi, au début du XVIe siècle on y a ajouté une série d'éléments architecturaux inspirés par la Renaissance, alors que des éléments éclectiques ont été ajoutés au cours d'une rénovation à la fin du XIXe siècle. Ces derniers ajouts ont été enlevés pendant la deuxième moitié du XXe siècle.